# Wormshill
Wormshill (wɜrmzˈhɪl wurmz-HILL), autrefois appelé Wormsell, est un petit village et civil parish situé dans le borough de Maidstone, dans le Kent, en Angleterre. Il se trouve à environ 16 km au sud du Swale et à 18 km au nord de Maidstone. Les villages de Frinsted et Bicknor sont situés chacun à 3 km à l'est et à l'ouest respectivement ; Hollingbourne se trouve à 6 km au sud. Wormshill se trouve sur les North Downs, à l'intérieur de l'Area of Outstanding Natural Beauty des Kent Downs.
Des preuves archéologiques et toponymiques montrent que le village était habité avant son apparition dans le Domesday Book de 1086. Il contient plusieurs monuments classés, dont une église normande, un pub et l'un des plus anciens bureaux de poste en état du Royaume-Uni. Les champs et les bois environnant Wormshill ont peu changé durant les derniers 500 ans ; le village est resté rural et peu peuplé, par rapport à la moyenne nationale. Parmi ses 200 habitants se trouvent des employés agricoles travaillant dans les fermes locales et des résidents qui travaillent dans les villes voisines.